# Каєтан Тієнський
Каєта́н (Ґаетан) Тіє́нський (італ. Gaetano di Thiene, жовтень 1480, Віченца — 7 серпня 1547, Неаполь) — християнський святий. Разом із єпископом Театинським Джованні Петро Карафою (майбутнім Папою Павлом IV) заснував орден театинців.

## Біографія
Каєтан Тієнський народився в італійському місті Віченца у 1480 році. Належав до відомої і заможної родини Тієне, що походила із провінції Тієне. Точна дата народження не встановлена. Відомо що він був наймолодшим з трьох синів. Батько граф Каспер Тієнський, (італ. Gasparo Thiene) колишній військовий, помер 1482 року. Мати — графиня Марія да Порто (італ. Maria da Porto). 1504 року у Падуї отримав ступінь доктора римського і церковного права. У 1506 році оселився в Римі, де при дворі папи Юлія II виконував функцію апостольського протонотарія. Лише на 36 році життя прийняв духовний сан.
Від 1520 року проживав у Венеції. Тут він заснував шпиталь для невиліковно хворих на острові Джудекка.
1523 року Каєтан знову переїхав до Риму, а ще через рік папа затвердив утворення нового ордену, заснованого Каєтаном. Орден названо «Конгрегація регулярних кліриків Божественного Провидіння», часом звані «каєтанами». Серед перших ченців ордену був також Джованні Петро Карафа єпископ Кʼєті майбутній папа Павло IV. Власне через те, що Карафа був єпископом К'єті (лат. Theate), орден отримав ще одну назву — Театинці.
1524 року король Німеччини та Іспанії Карл V Габсбург, бажаючи помститись папі Климентові VII, зайняв Рим і сильно зруйнував місто. Протягом певного часу Каєтан був ув'язнений.
1547 року в Неаполі вибухнула громадянська війна. Каєтан у молитвах просив Бога припинити кровопролиття, взявши його життя як жертву. 7 серпня того ж року Каєтан Тієнський помер.
Похований у Базиліці Святого Павла у Неаполі. Беатифікований папою Урбаном VIII в 1629 році. Канонізований 1671 року папою Климентом X.